# Sternarchorhynchus goeldii
Sternarchorhynchus goeldii és una espècie de peix pertanyent a la família dels apteronòtids.

## Descripció
- Pot arribar a fer 30,6 cm de llargària màxima.[4][5]

## Hàbitat
És un peix d'aigua dolça, bentopelàgic i de clima tropical.

## Distribució geogràfica
Es troba a Sud-amèrica: la conca del riu Amazones des del nord-est del Perú fins a Óbidos (el Brasil).

## Observacions
És inofensiu per als humans.